# رامین نیامی
رامین نیامی (زاده ۱۰ دی ۱۳۳۰ در تهران) یک کارگردان، تهیه‌کننده، و تدوین‌گر اهل ایران است. در طی فعالیتش او در ساخت بیش از ۲۰ فیلم مستند بی‌بی‌سی شرکت کرده‌است. او چند فیلم هم مانند جایی در شهر (۱۹۹۸) و پاریس (۲۰۰۳) را ساخته است. او با کارن رابسون تهیه کننده، بازیگر و سرمایه‌گذار فیلم ازدواج کرده‌است.

## زندگی‌نامه
او در تهران متولد شد و در مدرسه فیلم لندن تحصیل کرد و به عنوان کارگردان و تهیه‌کننده در بیش از ۲۰ مستند تلویزیونی کار کرد. بیشتر آن‌ها از شبکه ۴، بی‌بی‌سی و همچنین در شبکه‌های بزرگ آمریکایی پخش شده‌است.
به عنوان یک ساکن نیویورک برای سال‌های طولانی، او یکی از اعضای فیلم سازی در مدرسه هنرهای تجسمی نیویورک است. او همچنین منهتن با شمارش امیر نادری را تهیه کرده‌است.
آخرین فیلم نیامی فیلمی کمدی رمانتیک ایرانی-آمریکایی به نام شیرین عاشق است که توسط او در لس آنجلس نوشته و تهیه شده‌است.